# Tronquoy (ruisseau)
Pour le village, voir Tronquoy.
Le Tronquoy ou  ruisseau du Tronquoy est un cours d'eau de Belgique, affluent du Samson et faisant donc partie du bassin versant de la Meuse. Il coule entièrement en province de Namur.

## Parcours
Le ruisseau se forme en rassemblant les eaux de plusieurs petits ruisseaux près du village de Sart-Bernard dans la commune d'Assesse. Passant sous la Route Nationale 4 et l'autoroute E411, le cours d'eau arrose les villages de Wierde (commune de Namur) et de Mozet (compté parmi les plus beaux villages de Wallonie) puis parcourt les Fonds de Mozet avant de se jeter dans le Samson (rive gauche) à Goyet (commune de Gesves) à une altitude de 110 m. 